# 坂東好太郎
坂東好太郎（ばんどう こうたろう、1911年〈明治44年〉5月4日 - 1981年〈昭和56年〉11月28日）は、昭和初期の歌舞伎役者、映画俳優。屋号は大和屋。定紋は三ツ大、替紋は花勝見。本名は本間 健太郎（ほんま けんたろう）。
時代劇映画の二枚目スターとして大人気を得た。

## 生涯
東京市神田区連雀町（現在の東京都千代田区神田須田町）に生まれた。父は十三代目守田勘彌、母は町内の富士見湯の娘だった。
数え五つのとき七代目澤村宗十郎に弟子入し、8歳のとき伯父七代目坂東三津五郎の門へ移った。1922年（大正11年）、帝国劇場（または市村座）で澤村健太郎として初舞台を踏み、1924年（大正12年）から坂東好太郎を名乗った。1930年（昭和5年）、六代目尾上菊五郎の日本俳優学校を卒業。この頃、四代目片岡我當が座長を務める新宿第一劇場の『青年歌舞伎』に参加した。
1931年（昭和6年）、20歳のとき、松竹下加茂撮影所専属の映画俳優に転じ、翌年『世直し大明神』でデビューした。以後、林長二郎や高田浩吉とともに「下加茂の三羽烏」と呼ばれ、多くの時代劇映画に出演した。溝口健二監督のもとで田中絹代と共演した『浪花女』（1940年）は名作といわれる。
この頃、同じ下加茂撮影所の女優飯塚敏子と結婚。
1941年（昭和16年）には「報国劇団坂東好太郎一座」を結成して日本移動演劇連盟に加盟、各地を慰問巡業した。
戦後は、1948年（昭和23年）に大映京都撮影所に入社し、1955年には日活へ、1958年には新東宝、1960年には東映へと相次いで移籍した。
1962年9月、八代目坂東三津五郎の襲名披露興行を契機に歌舞伎に戻る。その口上の舞台では、十七代目中村勘三郎からの「けーんちゃん」と呼びかけに「はぁーい」と受けて笑わせた。勘三郎は少年期、母親が関係した連雀町の寄席・白梅亭に入り浸って、町内の好太郎と古馴染みだった。以後、勘三郎一座ほかの舞台で敵役や老役として活躍した。
1981年（昭和56年）11月28日に死去する。70歳だった。

## 主な出演作品

### 映画
- 蒙古襲来 敵国降伏（1937年、松竹京都）[6]
- 雪之丞変化 闇太郎懺悔（1939年、松竹京都） - 中村雪之丞・闇太郎 役
- 浪花女（1940年、特作プロダクション） - 豊沢団平 役
- あさぎり軍歌（1943年、東宝映画）- 国武辰太郎 役
- 歌麿をめぐる五人の女（1946年、松竹京都） - 小出勢之助 役[7]
- 木曾の天狗（1948年、大映京都） - 與三松 役[8]
- 紅蓮菩薩（1949年、大映京都） - 与之助 役[9]
- 源氏物語（1951年、大映京都）- 頭中将 役
- 凸凹太閤記（1953年、大映） - 前田犬千代 役
- 怪猫有馬御殿（1953年、大映京都） - 有馬大学 役
- 地獄門（1953年、大映京都） - 六郎 役
- 丹下左膳 こけ猿の壺 (1954年、大映京都)
- 孤獨の人（1957年、日活） - 大夫 役（特別出演）
- 壮烈新選組 幕末の動乱（1960年、東映京都） - 阿部主水正 役

### テレビドラマ
- 鉄人28号（1960年、日本テレビ） - 敷島技師 役
- 風雪 第4回「大樹のしげり」（1964年、NHK） - 永根重治 役
- 大河ドラマ（NHK）
  - 赤穂浪士（1964年）
  - 源義経（1966年） - 源行家 役
- 伝七捕物帳 第97話「逆転歓喜の盃」（1976、NTV）- 菅野老人

### 舞台
- 薄桜記（1980年、明治座）